# Estola albostictica
Estola albostictica là một loài bọ cánh cứng trong họ Cerambycidae.